# ガラクトース血症
ガラクトース血症（ガラクトースけっしょう、Galactosemia）は、糖の一種であるガラクトースを代謝する酵素を欠くために生じる、遺伝的疾患である先天性炭水化物代謝異常症のひとつ。この病気は1917年にGoppertによって発見された。発症頻度は、タイプ1の場合おおよそ47,000人に1人と推定されている。これは国によって異なり、日本では低く、イタリアでは高いことが知られている。また、門脈の欠損や短絡によってガラクトース血症が生じることもある。

## 原因
乳製品など食物に由来するラクトースは、体内でグルコースとガラクトースに分解され、さらにガラクトースは3種類の酵素の働きによりグルコースに変換される。この過程を経て分解された糖は小腸で吸収される。

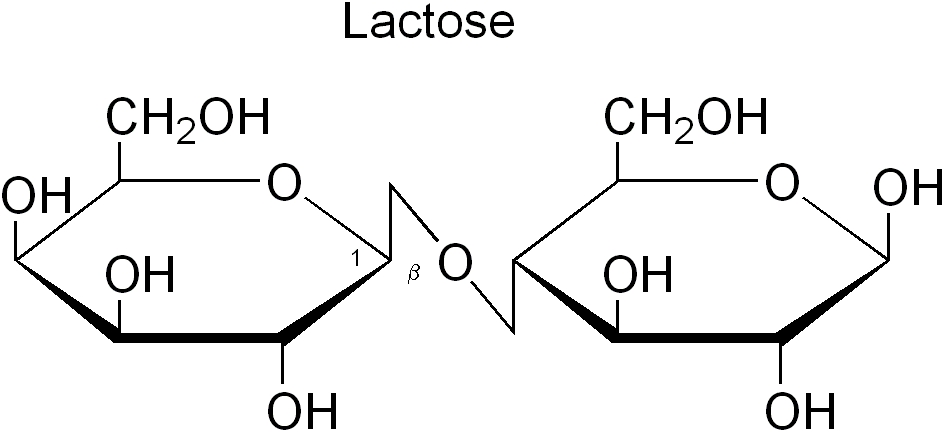
ラクトース
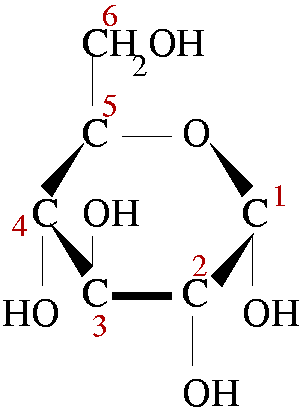
グルコース
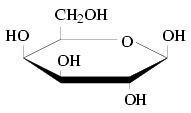
ガラクトース

ガラクトースの代謝経路（ルロワール経路）に関与する酵素別に、ガラクトース血症は3つのタイプに分類される。
| タイプ | ddb code | OMIMcode | 遺伝子命名委員会 Approved Name | 遺伝子座 | 酵素                                              | 名称                                                      |
| 1      | #5056    | #230400  | GALT                           | 9p13     | ガラクトース-1-リン酸ウリジリルトランスフェラーゼ | 古典的ガラクトース血症 (ウリジルトランスフェラーゼ欠損症) |
| 2      | #29829   | #230200  | GALK1                          | 17q24    | ガラクトキナーゼ                                  | ガラクトキナーゼ欠損症                                    |
| 3      | #29842   | #230350  | GALE                           | 1p36-p35 | UDP-ガラクトース-4-エピメラーゼ                   | UPD-ガラクトース-4-エピメラーゼ欠損症                     |

上記3タイプの酵素は、代謝経路中でガラクトースに作用する位置がそれぞれ異なる。GALK1とGALTは比較的似通っているが、様々なケースが想定されるために一概には言及できない。

## 症状
ガラクトース血症患者は、常染色体劣性遺伝によって、ガラクトースを代謝するために必要な酵素が非常に少ないか、もしくは全く欠いてしまっている。これにより血中のガラクトース量が危険な水準まで高まることで様々な症状が発生する。しばしば、ガラクトース血症は乳糖不耐症と混同される場合があるが、症状はより深刻である。酵素ラクターゼの欠損による乳糖不耐性は、乳製品の摂取により引き起こされる腹痛などがあるが、どれも発症は長期的ではない。それに対しガラクトース血症が引き起こす疾患は身体にダメージを与えるもので、細胞破損による肝硬変、毛細血管損傷による腎不全、水晶体に浸透圧損傷を起こし発生する白内障、敗血症、髄膜炎などを引き起こし、言語障害、失調、測定障害、骨粗鬆症、早発閉経などの合併症を伴う場合がある。適切な治療が施されない場合、ガラクトース血症を発症した幼児の死亡率は75 %に至る。

## 診断
アメリカでは、幼児を対象に定期的なガラクトース血症の診断が行なわれている。日本では新生児のマス・スクリーニングが行われ、ガラクトース血症を含む4種類の代謝異常、2種類の内分泌異常が検査される。
検査方法の一例として、北海道立衛生研究所では、血液を微光蛍光定量法・ボイトラー法・高速液体クロマトグラフ法（HPLC法）、京都府の定めではボイトラー法・ベイゲン法またはガラクトース脱水素酵素・マイクロプレート法で診断を行っている。

## 治療
タイプ1の唯一ともいえる治療法は、ラクトースとガラクトースを摂取しないことである。しかし、いかに早期に対処を施しても、発声障害、学習障害、震えなどの神経系損傷、女子の場合は卵巣の障害などといった長期にわたる合併症を発症してしまう場合がある。これら合併症の治療は、原因がガラクトース血症ではない場合と同様の手法が用いられる。新生児がタイプ1と診断された場合、母乳や牛乳を避け、豆乳や調合ミルクなどの摂取に切替えなければならない。このタイプ1には軽症型であるDurate異型があるが、これは合併症を伴わず、ラクトース・ガラクトース除去食を必要とはしない。タイプ2の症状は主に白内障であり、治療法はタイプ1に順ずる。これらの治療においては、乳児の充分な水分摂取量確保に配慮しなければならず、体重計測や水分出納、口腔の保水状態チェックなど細かな管理が求められる。
タイプ3のうち良性型は赤血球内部に限定され、顕著な症状を発生しないため特に治療を必要としないとされているが、授乳期の小児にはやはりラクトース制限を行いつつ経過を確認する。類似型は古典的ガラクトース血症に近い症例が見られるため、治療法もタイプ1に順ずる。